# Pelexia laxa
Pelexia laxa é uma espécie de planta do gênero Pelexia e da família Orchidaceae.

## Taxonomia
A espécie foi descrita em 1840 por John Lindley.
Os seguintes sinônimos já foram catalogados:
- Stenorrhynchos laxum  Poepp. & Endl.
- Gyrostachys longipetiolata  (Rchb.f.) Kuntze
- Pelexia curvicalcarata  (C.Schweinf.) Garay
- Pelexia lindmaniana  (Kraenzl.) Schltr.
- Pelexia longipetiolata  (Rchb.f.) Schltr.
- Pelexia maculata  Rolfe
- Pelexia weirii  (Rchb.f.) Schltr.
- Spiranthes curvicalcarata  C.Schweinf.
- Spiranthes longipetiolata  Rchb.f.
- Spiranthes maculata  (Rolfe) C.Schweinf.
- Spiranthes weirii  Rchb.f.
- Stenorrhynchos lindmanianum  Kraenzl.
- Stenorrhynchos weirii  (Rchb.f.) Cogn.
- Spiranthes laxa  (Poepp. & Endl.) C.Schweinf.

## Forma de vida
É uma espécie terrícola e herbácea.

## Descrição
| Folha                                            | Folha                               |
| ------------------------------------------------ | ----------------------------------- |
| presença na antese                               | presente                            |
| comprimento do limbo em relação ao pseudopecíolo | mais longo                          |
| Flor                                             |                                     |
| forma do cálcar                                  | cônico                              |
| ápice do cálcar                                  | arredondado                         |
| epichilo do labelo                               | transversalmente ovado ápice obtuso |

## Conservação
A espécie faz parte da Lista Vermelha das espécies ameaçadas do estado do Espírito Santo, no sudeste do Brasil. A lista foi publicada em 13 de junho de 2005 por intermédio do decreto estadual nº 1.499-R.

## Distribuição
A espécie é encontrada nos estados brasileiros de Acre, Amazonas e Pará. 
A espécie é encontrada no domínio fitogeográfico de Floresta Amazônica, em regiões com vegetação de floresta estacional semidecidual e floresta ombrófila pluvial.